# Луговое (Псковская область)
Лугово́е — деревня в Невельском районе Псковской области России. Входит в состав сельского поселения «Артёмовская волость».

## География
Находится в 3 верстах к северо-западу от деревни Кошелёво.

## Население
Численность населения деревни на конец 2000 года составляла 12 жителей.